# År 2000-problemet
År 2000 problemet (også kendt som Y2K problemet og millennium bug) var en designfejl, som betød at mange computerprogrammer ikke kunne håndtere datoen 1. januar 2000 eller datoer herefter.
Grunden til problemet var at mange programmer og databaser kun havde reserveret 2 cifre til årstallet. Et sådant program kunne derfor ikke skelne mellem år 1901 og år 2001, fordi kun de to sidste cifre blev brugt, hvilket kunne gøre en beregning af antal dage mellem en dato før og efter år 2000 fejlagtig, lige som fremfinding og sortering efter datoer kunne mislykkes.
Umiddelbart før 31. december 1999 blev der anvendt store summer på at tjekke programmer og udstyr, for at sikre sig mod år 2000-problemet. Derfor viste problemet sig at være mindre omfattende, end hvad mange medier havde gjort det til.